# Lago Abaya
El lago Abaya en amárico: አባያ ሐይቅ, Abaya hayq) es un lago africano localizado al sur de Etiopía, en la región de Etiopía Meridional. Fue llamado también Margarita por el explorador italiano Vittorio Bottego, el primer europeo que visitó este lago, en homenaje a la esposa del rey de Italia Humberto I.
El lago Abaya se encuentra en el Gran Valle del Rift, al este de la montaña Guge. Se alimenta en la costa norte por el río Bilate que fluye a lo largo del flanco sur del monte Gurage. La ciudad de Arba Minch está en la orilla suroeste del lago, que en su parte sur, se une al parque nacional Nechisar y al lago Chamo, en el que se desborda algunos años. Entre ambos lagos hay un pequeño istmo de 3-8 km de ancho.
El lago tiene varias islas, la principal de ellas es Aruro. El lago es de color rojo debido a los altos niveles de sedimentos.

## Referencias

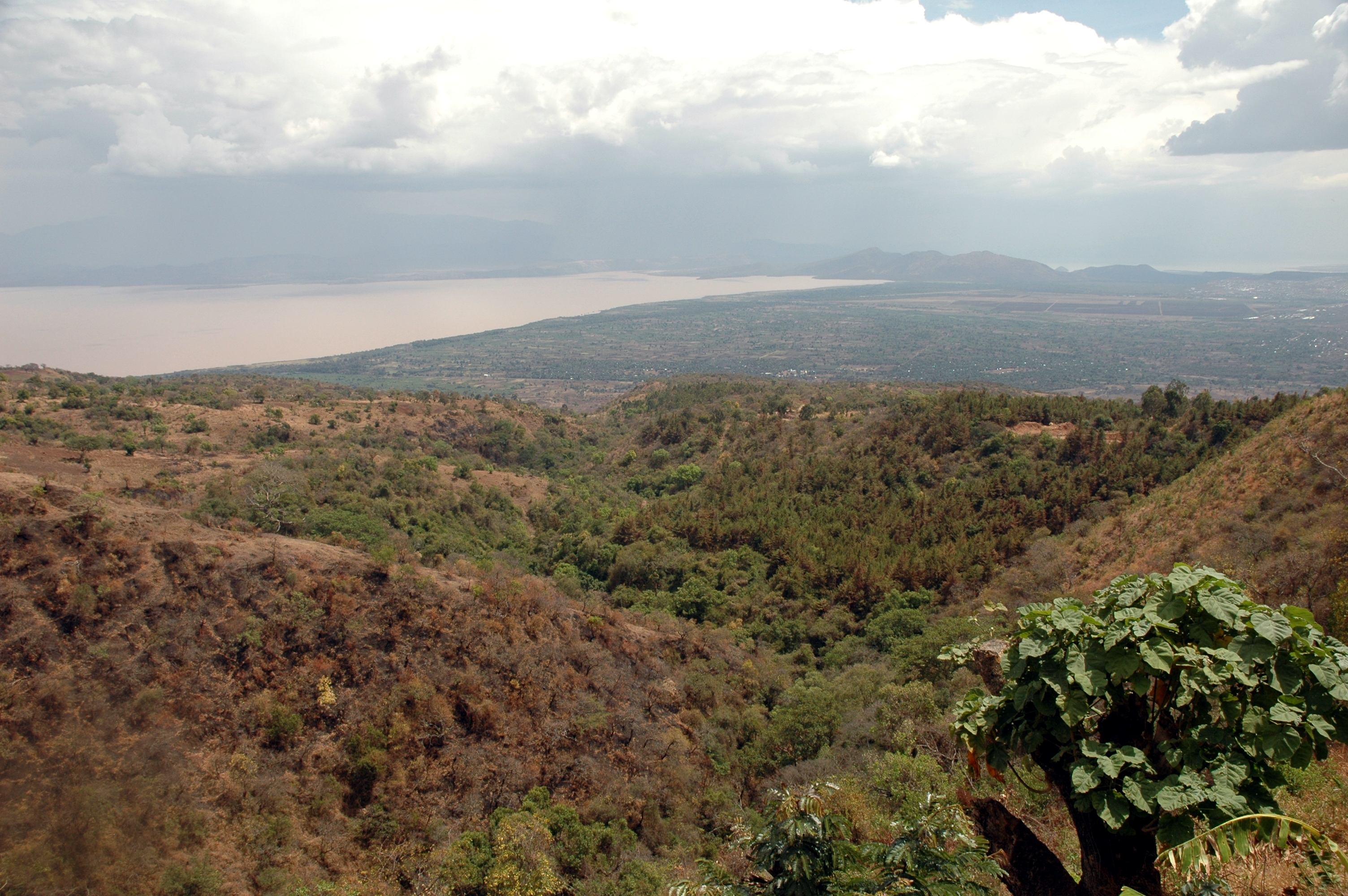
El lago Abaya visto desde el pueblo de Dorze. En el extremo derecho se ve Arba Minch y el lago Chamo. Entre ambos lagos se encuentra el Parque Nacional Nechisar.